# Лэрд, Салли
Салли Лэрд (англ. Sally Laird, 2 мая 1956, Барнет, Большой Лондон — 15 июля 2010) — британский редактор и переводчица, специализировалась на русской литературе.

## Образование
Лэрд родилась в лондонском боро Барнет и посещала Камденскую школу для девочек. Она изучала русский язык и философию в колледже Св. Анны, Оксфорд. Она была редактором журнала Isis в Оксфорде. Лэрд поступила в Гарвардский университет, на стипендию Харкнесс, где она получила степень магистра по советским исследованиям в 1981 году. В рамках своего обучения в Оксфорде она провела год в Воронежском государственном университете.

## Карьера
В 1980-х годах Лэрд работала в Amnesty International. Она была редактором по СССР журнала Index on Censorship в период с июня 1986 года по ноябрь 1988 года, когда она стала главным редактором. Она находилась на этом посту до августа 1989 года.
Покинув журнал, Салли работала переводчицей и редактором, и делала обзоры книг для The Observer. Она перевела серию русских романов. The Washington Post рассмотрела её перевод повести Людмилы Петрушевской «Время ночь»: «Версия Салли Лэрд, хотя немного британизирована и немного боудлеризована, передаёт чудесную текучесть и случайное безумие монолога, «написанного» рассказчиком Петрушевской».
Салли Лэрд стала руководителем проекта серии центральноевропейской классики, предложенной издательством Центрально-Европейского университета.
Она внесла свой вклад в книгу «Пока не рассказана моя история: Женские мемуары о ГУЛАГе» и написала «Голоса русской литературы: интервью с десятью современными писателями», последняя книга основана на интервью, которые она проводила в период с 1987 по 1994 год.
В 1993 году Лэрд переехала в Данию, жила в Эбельтофте. Она выучила датский язык и работала переводчицей с английского на датский.

## Личная жизнь
У Лэрд и её мужа Марка Ле Фану была одна дочь. Салли Лэрд умерла в 2010 году.

## Труды
- Перевод романа Очередь Владимира Сорокина (Readers International, 1988; New York Review Books, 2008; ISBN 9781590172742)
- Перевод повести Время ночь Людмилы Петрушевской (Pantheon Books[англ.], 1994)
- Перевод сборника Бессмертная любовь, Людмилы Петрушевской (Pantheon Books, 1996)[9]
- Voices of Russian Literature: Interviews with Ten Contemporary Writers (Oxford University Press, 1999)
- Till my Tale is Told: Women’s Memoirs of the Gulag, ed Simeon Vilensky, (Indiana University Press, 1999)